# ペットリゾートカレッジ
ペットリゾートカレッジ株式会社は、ペットリゾートカレッジ日光を運営する企業。

## ペットリゾートカレッジ日光
2007年9月1日「ペットリゾートカレッジ日光」をオープン後、ペットの長・短期間預かりのほか、飼えなくなったペットの為の老犬ホームサービスと里親探し代行サービス、しつけトレーニングなど、飼い主のニーズに応じたさまざまなサービスを提供している。
所在地は、栃木県日光市根室323-1

## 老犬ホーム
愛犬を飼うことが難しくなった方へのサービスを提供する日本初の有料老犬ホーム「ペットリゾートカレッジ日光」を栃木県日光市に、3万3000坪の広大な敷地で運営をしている。
老犬ホームの利用料金には、定期的な健康診断・トリミングの他に治療費も含まれており、入院先や老人ホームなど、指定の場所にペットを連れて面会に行くことも可能。
預かり頭数はオープン以降上昇傾向にあり、2007年8月のオープン当時の1頭のみから、2013年3月現在では累計45頭にのぼる。

## 里親探し代行
飼い主様の願いを引き受けて、ペットリゾートカレッジが犬や猫の里親を探す。
犬や猫の里親の選定にあたっては、審査を受けた終生責任をもって家族同様に可愛がって頂ける個人を対象としている。

## ドッグラン
森が囲む敷地は東京ドーム約1個分の広さ。天然芝や砂地のドッグランが3面ある為、ペットの足腰の負担を軽減。
四季を感じる遊歩道やハイキングコースを進むと日光連山を望む高台に行く事も可能。